# شوتنغ دوغز
شوتنغ دوغز (بالإنجليزية: Shooting Dogs)‏ (إطلاق الرصاص على الكلاب) أو بيوند ذا غيتس (بالإنجليزية: Beyond the Gates)‏ كما وزع في الولايات المتحدة. فيلم من إنتاج 2005 وإخراج مايكل كايتون-جونز وتمثيل جون هرت هيو دانسي وكلير-هوب آشيتي. الفيلم بني على مشاهدات مراسل بي بي سي ديفيد بلتن الذي كان يعمل في رواندا إبان الإبادة الجماعية في ذلك البلد الأفريقي. وبلتن من مشاركي كتابة الفيلم إضافة لكونه مشاركا في إنتاجه.
موقع الفيلم هو المدرسة التقنية الرسمية "École Technique Officielle" قرب كيغالي في رواندا والتي كانت بعثة مراقبة سلام تابعة للأمم المتحدة ترابط بها والتي لجأ إليها مايقرب من 2500 مدني رواندي من عرقية التوتسي إضافة لعدد من الأوروبيين هربا من ميليشيات الهوتو المسلحة في 1994. وكيف أن قوات عسكرية فرنسية قامت بالقدوم لاحقا للمدرسة لانقاذ الأوروبيين البيض ثم انسحبت لتتبعها لاحقا قوات الأمم المتحدة تاركة المدنيين الروانديين العزل يواجهون مصيرهم بأنفسهم.
هرت لعب دور الأب غيكوسلاف كوريتش القس الكاثوليكي الكرواتي ومدير المدرسة، فيما قام دانسي بدور معلم اللغة الإنجليزية، وكلاهما أوروبيان علقا في وسط أحداث الإبادة الجماعية.
على العكس من فيلم فندق رواندا والذي صور في جنوب أفريقيا بطاقم عمل جنوب أفريقي، فان شوتنغ دوغز صُور في الموقع الأصلي للحدث بل أن عددا من أفراد طاقم العمل في الفيلم وعدد قليل من الممثلين هم من الناجين من الإبادة الجماعية ولديهم أقرباء قضوا في تلك الأحداث.
تعود تسمية الفيلم إلى قيام جنود الأمم المتحدة في المدرسة بإطلاق النار على الكلاب الضالة التي قامت بنبش جثث القتلى المدنيين حول المدرسة، وبما أنه لم يكن مسموحا في الأساس لجنود الأمم المتحدة بإطلاق الرصاص على المتطرفين الهوتو الذين تسببوا بمقتل المدنيين، فان إطلاق الرصاص على الكلاب التي نهشت الجثث هو رمز لمدى لامنطقية وجنون الحالة التي حاول الفيلم أن يظهرها.
رئيس جمعية الناجين من الإبادة الجماعية في رواندا علق على الفيلم بأنه صور بشكل خاطئ الإبادة بأنه عمل ميليشيات فقط، مهملا التخطيط الدقيق للمتطرفين الهوتو والحكومة والجيش لها.

## طاقم التمثيل
- جون هرت
- هيو دانسي
- كلير-هوب آشيتي

## وصلات خارجية
- شوتنغ دوغز على موقع IMDb (الإنجليزية)
- شوتنغ دوغز على موقع ميتاكريتيك (الإنجليزية)
- شوتنغ دوغز على موقع روتن توميتوز (الإنجليزية)
- شوتنغ دوغز على موقع نتفليكس (الإنجليزية)
- شوتنغ دوغز على موقع ألو سيني (الفرنسية)
- شوتنغ دوغز على موقع Turner Classic Movies (الإنجليزية)
- شوتنغ دوغز على موقع أول موفي (الإنجليزية)
- شوتنغ دوغز على موقع فيلمافينيتي (الإسبانية)
- شوتنغ دوغز على موقع قاعدة بيانات الأفلام السويدية (السويدية)
- شوتنغ دوغز على موقع قاعدة بيانات الفيلم (الإنجليزية)